# Graphosia phaeocraspis
Graphosia phaeocraspis är en fjärilsart som beskrevs av George Thomas Bethune-Baker 1908. Graphosia phaeocraspis ingår i släktet Graphosia och familjen björnspinnare. Inga underarter finns listade i Catalogue of Life.